# Uhura
Nyota Upenda Uhura, eller bara Uhura, spelad av Nichelle Nichols, är en fiktiv rollfigur i Star Trek: The Original Series och de första sex Star Trek-filmerna. Hon är viktig som en av de första svarta huvudkaraktärerna i en amerikansk tv-serie. 
I filmerna Star Trek (2009) och Into Darkness (2013) porträtteras hon av skådespelaren Zoë Saldaña.
Uhura tjänstgör som kommunikationsofficer på rymdskeppen USS Enterprise och USS Enterprise (NCC-1701-A).

## Karaktärens påverkan
- Nichelle Nichols planerade att lämna Star Trek redan efter första säsongen, men Martin Luther King övertalade henne att fortsätta eftersom hon enligt King fungerade som en förebild för hela det afroamerikanska samhället.[2]

- Whoopi Goldberg, som senare skulle spela rollen som Guinan i Star Trek: The Next Generation, har klargjort att rollen Uhura fungerat som inspiration för henne.[2]

- Mae Jemison, den första afroamerikanska kvinnan i rymden, har också nämnt rollfiguren Uhura som en förebild.[3]

- I avsnittet "Platos' Stepchildren" genomförde Nichelle Nichols och William Shatner i sina roller som Uhura och James T. Kirk den första i USA tv-sända kyssen mellan en afroamerikansk kvinna och en vit man.

## Medverkan

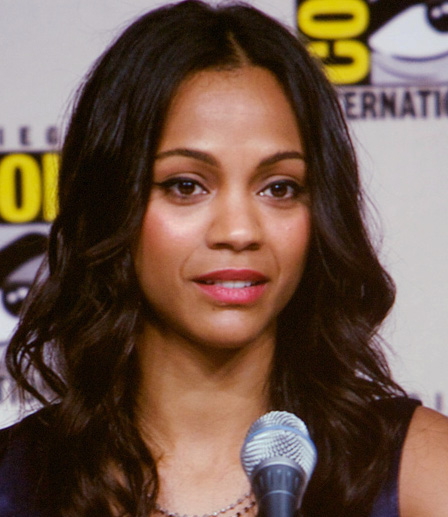
Zoe Saldaña spelade Uhura i filmen Star Trek från 2009 och dess uppföljare Into Darkness från 2013.

Uhura medverkar i följande serier och filmer:
Star Trek
Star Trek: The Animated Series
Star Trek filmer
- Star Trek: The Motion Picture
- Star Trek II: Khans vrede
- Star Trek III
- Star Trek IV: Resan hem
- Star Trek V: Den yttersta gränsen
- Star Trek VI: The Undiscovered Country
- Star Trek
- Star Trek Into Darkness